# Alexandra Försterling
Alexandra Försterling (* 27. November 1999) ist eine deutsche Profigolferin und Spielerin auf der Ladies European Tour. Sie gewann 2023 die VP Bank Swiss Ladies Open und die Mallorca Ladies Open sowie 2024 die Aramco Team Series Tampa. Als Amateurin gewann sie 2014 die European Young Masters und wurde Zweite bei der Europäischen Damen-Teammeisterschaft 2020 und der Europäischen Damen-Amateurmeisterschaft 2021. Seit Mai 2024 ist Försterling Mercedes-Benz Markenbotschafterin für den Deutschen Markt.

## Amateurkarriere
Försterling wurde 2014 Mitglied der deutschen Nationalmannschaft, im selben Jahr, in dem sie die European Young Masters sowohl im Einzel als auch mit dem Team gewann. Ebenfalls 2014 wurde sie für das europäische Team beim Junior Ryder Cup ausgewählt, der im Blairgowrie Golf Club in Schottland stattfand.
Zwischen 2014 und 2017 nahm Försterling viermal an der European Girls’ Team Championship teil. Zusammen mit Helen Tamy Kreuzer, Aline Krauter und Paula Schulz-Hanssen wurde sie 2020 bei der European Ladies' Team Championship Zweite, wobei sie im Finale mit 2:1 gegen ein schwedisches Team mit Linn Grant, Ingrid Lindblad, Maja Stark und Beatrice Wallin unterlag.
Försterling gewann die Berlin Open in den Jahren 2016, 2017 und 2019. Im Jahr 2017 belegte sie den dritten Platz bei den Helen Holm Scottish Women's Open Championship, mit einem Rückstand von 7 Schlägen hinter Linn Grant.
Försterling immatrikulierte sich 2018 an der Arizona State University und begann, im Damen-Golfteam der Arizona State Sun Devils zu spielen. 2021 teilte sie sich den Einzeltitel beim „Match in the Desert“ mit ihrer Teamkollegin Linn Grant, nachdem sie in der ersten Runde eine 68 erspielte.
2021 gewann Försterling die Deutschen Internationalen Amateur Meisterschaften, mit Runden von 70, 68, 66 und 68 Schläge, um mit insgesamt 272 Schlägen und mit vier Schlägen Vorsprung zu gewinnen. Bei der European Ladies Amateur in Italien wurde sie Zweite, drei Schlägen hinter Ingrid Lindblad.

## Profikarriere
Försterling wurde im Dezember 2022 Profi und schloss sich 2023 der Ladies European Tour an, nachdem sie die LET Q-School in La Manga (Spanien) gemeinsam mit ihrer Landsfrau Polly Mack gewonnen hatte.
In ihrer ersten Saison als Profi gelang es ihr, bei den VP Bank Swiss Ladies Open an drei aufeinanderfolgenden Tagen jeweils eine Runde von 66 Schlägen (5 unter Par) zu spielen. Damit konnte sie sich mit zwei Schlägen Vorsprung vor Madelene Stavnar ihren ersten LET Titel sichern.
Alexandra Försterling hat das Amundi German Masters 2024 der Ladies European Tour gewonnen. Sie siegte nach einem dramatischen Playoff gegen Emma Spitz, wobei sie mit einem Birdie am zweiten Loch den entscheidenden Schlag setzte und ihren vierten Titel auf der Tour holte.
Alexandra Försterling nahm als Golferin an den Olympischen Spielen 2024 in Paris teil und vertrat dort Deutschland im Dameneinzelwettbewerb.

## Amateursiege
- 2014 European Young Masters
- 2016 Coca-Cola Berlin Open
- 2017 Berlin Open Championship
- 2019 Berlin Open Championship
- 2021 German International Amateur
- 2022 Ping/ASU Invitational

Quelle:

## Profisiege
Im Rahmen der Ladies European Tour:
| Nr. | Datum              | Turnier                   | Sieg Score   | To par | Vorsprung | Zweitplatzierte   |
| --- | ------------------ | ------------------------- | ------------ | ------ | --------- | ----------------- |
| 1   | 17. September 2023 | VP Bank Swiss Ladies Open | 66-66-66=198 | −15    | 2 Schläge | Madelene Stavnar  |
| 2   | 18. November 2023  | Mallorca Ladies Open      | 69-67-67=203 | −13    | 5 Schläge | Trichat Cheenglab |
| 3   | 10. März 2024      | Aramco Team Series Tampa  | 67-70-67=204 | −12    | 3 Schläge | Charley Hull      |
| 4   | 19. Mai 2024       | Amundi German Masters     | 69-67-67=203 | −12    | Playoff   | Emma Spitz        |